# Grudzień 2022

## 29 grudnia
- Binjamin Netanjahu zaprzysiągł 37. rząd Izraela i uzyskał dla niego wotum zaufania. Jest to zarazem szósty rząd powołany przez Netanjahu w historii[1].

## 28 grudnia
- Magnus Carlsen wygrał mistrzostwa świata w szachach szybkich[2].
- W pożarze hotelu-kasyna w Paôypêt w Kambodży, wzdłuż granicy Kambodży z Tajlandią, zginęło co najmniej 19 osób, a 50 zostało rannych[3].

## 27 grudnia
- 16 osób zginęło, gdy autobus zderzył się z wywrotką na obrzeżach Omdurmanu w Chartumie w Sudanie[4].
- Inwazja Rosji na Ukrainę:

- Siły ukraińskie podały, że zbliżały się do Kreminnej w obwodzie ługańskim. Według gubernatora Serhija Hajdaja rosyjscy żołnierze w niektórych częściach miasta zostali zmuszeni do wycofania się do sąsiedniego Rubiżnego.

## 26 grudnia
- 17 osób zginęło, a 93 zostało rannych w wyniku intensywnych opadów śniegu w Japonii[6].

## 25 grudnia
- W Miejskim Ogrodzie Zoologicznym w Łodzi padła tygrysica Pele (ur. 28 kwietnia 2003) będąca jednym z najstarszych tygrysów w Europie[7].
- W Finlandii spłonął zabytkowy kościół z 1881 roku w miejscowości Rautjärvi w Karelii[8][9].

## 24 grudnia
- W pożarze niezarejestrowanego domu opieki w Kemerowie w Rosji zginęły 22 osoby, a sześć zostało rannych[10].
- 15 osób zginęło w eksplozji cysterny w Boksburgu w Południowej Afryce[11].
- Inwazja Rosji na Ukrainę:

- Siły rosyjskie ostrzelały miasto Chersoń, zabijając co najmniej 10 cywilów i raniąc 58 innych.

- Do Francji powrócił Charles Sobhraj zwolniony przedterminowo z nepalskiego więzienia gdzie odsiadywał podwójne dożywocie za zabójstwa turystów w latach 70. XX wieku[13].
- W kilku miastach we Francji przeszły białe marsze dla upamiętnienia ofiar zabitych dzień wcześniej w Kurdyjskim Centrum Kultury Ahmet-Kaya na rue d'Enghien w Paryżu. Część z marszy przekształciła się w zamieszki uliczne. W trakcie zamieszek na ulicach Marsylii zginął 22-letni piłkarz Adel Santana Mendy, który został zastrzelony przez funkcjonariuszy policji[14][15].

## 23 grudnia
- 16 osób zginęło, gdy autobus wpadł do wąwozu w Sikkimie w Indiach[16].
- Co najmniej 200 milionów ludzi, ⅔ populacji Stanów Zjednoczonych dostało ostrzeżenia pogodowe, a stan Nowy Jork wydał zakaz podróżowania z powodu ekstremalnych temperatur. 1,5 miliona ludzi w całym kraju pozostawało bez prądu, a co najmniej 28 osób zginęło w wyniku burzy[17][18][19].
- 3 osoby zginęły, a 4 zostały ranne w strzelaninie, do której doszło w Kurdyjskim Centrum Kultury Ahmet-Kaya na rue d'Enghien w Paryżu[20]. Wśród ofiar była Emine Kara, obrończyni praw kobiet w Kurdystanie i prezeska Ruchu Kobiet Kurdyjskich we Francji[21].

## 22 grudnia
- Wojna w Somalii (od 2009): Ministerstwo obrony Somalii poinformowało, że wojsko odbiło kluczowe miasto Runirgod z rąk Asz-Szabab. W akcji zginęło 150 powstańców, a 15 zostało aresztowanych[22].

## 21 grudnia
- Co najmniej 15 uczniów zginęło, gdy autobus szkolny przewrócił się w Manipur w Indiach[23].
- Inwazja Rosji na Ukrainę:

- Dwie osoby zginęły, a pięć zostało rannych podczas ostrzału hotelu i restauracji w Doniecku. Wśród rannych byli były wicepremier Rosji i szef Roskosmosu Dmitrij Rogozin oraz premier Donieckiej Republiki Ludowej Witalij Chocenko.

## 20 grudnia
- Co najmniej 38 osób zginęło, a kilka domów zostało podpalonych podczas dwóch ataków na dwie wioski w Kagoro w stanie Kaduna w Nigerii[25].
- Trzęsienie ziemi o sile 6,4 w skali Richtera nawiedziło hrabstwo Humboldt w Kalifornii w Stanach Zjednoczonych, zabijając co najmniej dwie osoby, raniąc 11 innych i powodując niewielkie szkody[26].

## 19 grudnia
- Ośmiu cywilów zostało zabitych, a wielu zostało rannych po tym, jak napastnicy Państwa Islamskiego otworzyli ogień do konwoju przewożącego mieszkańców Albu Bali w prowincji Al-Anbar w Iraku[27].

## 18 grudnia
- Co najmniej 31 osób zginęło, a 37 zostało rannych, gdy cysterna przewróciła się, wybuchła i zapaliła się w tunelu Salang w Afganistanie[28].
- Dziewięciu policjantów zginęło, a dwóch zostało rannych, gdy konwój wjechał w przydrożną bombę w Kirkuku w Iraku[29].
- W finale mistrzostw świata w piłce nożnej Argentyna pokonała Francję po serii rzutów karnych. Argentyńczyk Lionel Messi został uznany najlepszym piłkarzem mundialu[30].

## 16 grudnia
- Inwazja Rosji na Ukrainę:

- Siły rosyjskie wystrzeliły na terytorium Ukrainu co najmniej 76 rakiet, uszkadzając co najmniej dziewięć elektrowni i zabijając co najmniej trzech cywilów; wielu cywilów zostało rannych.

- 10 osób zginęło, a 14 zostało rannych w pożarze budynku mieszkalnego w Vaulx-en-Velin we Francji[32].
- Do 602 osób wzrosła liczba ofiar śmiertelnych trzęsienia ziemi, które nawiedziło w listopadzie okolice Cianjur na Jawie Zachodniej w Indonezji[33].
- Wybuchł pożar, w wyniku którego spłonęła zabytkowa Willa „Skaut” w Zakopanem[34][35].

## 14 grudnia
- Aktor Jan Nowicki spoczął w grobowcu rodzinnym na cmentarzu parafialnym w Kowalu[36].

## 13 grudnia
- Co najmniej 141 osób zginęło, a dziesiątki zostało rannych podczas powodzi i osunięć ziemi w Kinszasie w Demokratycznej Republice Konga[37].
- W Kartuzach zaginęła polska wokalistka Monika Dejk-Ćwikła, której ciało odnaleziono 15 grudnia w Jeziorze Klasztornym[38][39][40].

## 12 grudnia
- Kilku żołnierzy zostało rannych, gdy setki indyjskich i chińskich żołnierzy starło się ze sobą w spornym dystrykcie Tawang w Arunachal Pradesh[41].

## 11 grudnia
- Sudan Południowy ogłosił epidemię odry, a rzecznik Ministerstwa Zdrowia poinformował, że w 22 hrabstwach odnotowano 2471 przypadków i 31 zgonów z powodu choroby[42].
- Misja bezzałogowa Artemis 1, pierwsza z programu Artemis NASA, zakończyła się wodowaniem kapsuły Orion na Oceanie Spokojnym u wybrzeży Kalifornii Dolnej o godzinie 17:40 UTC[43].

## 10 grudnia
- Miał miejsce pożar dworku Fiodora Łopuchina z końca XVII wieku, który sąsiaduje z Muzeum Sztuk Pięknych im. Puszkina w Moskwie[44].
- Inwazja Rosji na Ukrainę:

- Ponad 1,5 miliona ludzi zostało pozbawionych prądu w obwodzie odeskim w wyniku nalotów rosyjskich dronów na dwa obiekty energetyczne.

## 9 grudnia
- 10 osób zginęło, a cztery zostały ranne w wybuchu w kopalni węgla kamiennego w Sawahlunto na Sumatrze Zachodniej w Indonezji[46].
- Inwazja Rosji na Ukrainę:

- Prezydent Ukrainy Wołodymyr Zełenski oskarżył Rosję o „zniszczenie” miasta Bachmut na linii frontu po tygodniach nieustannego ostrzału.

- Serbska premier Ana Brnabić podała, że Serbia jest bliska rozmieszczenia swoich wojsk w północnym Kosowie po tym, jak stwierdziła, że życie tamtejszej mniejszości serbskiej jest „zagrażane”, a dowodzone przez NATO siły Kosowa „nie potrafiły ich chronić”[48].
- Japoński zespół badawczy z Uniwersytetu Yamagata ogłosił odkrycie 168 nowych dużych rysunków z Nazca w Peru[49].

## 8 grudnia
- Amerykańska Federalna Komisja Handlu ogłosiła, że złoży pozew, próbując zablokować ewentualne przejęcie Activision Blizzard przez Microsoft, powołując się na obawy, że transakcja da Microsoftowi zbyt dużą kontrolę nad niektórymi częściami branży gier[50].
- Obraz Jacka Malczewskiego pt. Rzeczywistość został warunkowo sprzedany na aukcji w Domu Aukcyjnym Desa Unicum za 17 mln zł[51].
- Podczas tegorocznego rozdania Game Awards, Elden Ring zdobył tytuł Gry Roku, a God of War Ragnarök zdobył najwięcej nagród (sześć)[52].

## 7 grudnia
- Co najmniej 12 osób, w tym 10 członków Ochotników Obrony Ojczyzny, zostało zabitych, a kilku zostało rannych po ataku dżihadystów w departamencie Boala w prowincji Namentenga[53].
- Inwazja Rosji na Ukrainę:

- Siły rosyjskie ostrzelały Kurachowe w obwodzie donieckim, zabijając dziesięciu cywilów i raniąc pięciu innych.

- Co najmniej 155 osób zostało rannych w zderzeniu pociągów w Barcelonie w Katalonii w Hiszpanii[55].
- Kryzys konstytucyjny w Peru: prezydent Pedro Castillo podjął próbę odwołania parlamentu i przejęcia pełni władzy, następnie został odwołany przez parlament i zatrzymany przez policję[56][57]. Głową państwa została Dina Boluarte[58].
- Na wolność wyszedł Janusz Waluś, który w 1993 roku zastrzelił lidera Południowoafrykańskiej Partii Komunistycznej Chrisa Haniego[59].

## 6 grudnia
- Prezydent Kosowa Vjosa Osmani zapowiedziała, że do końca roku zostanie złożony wniosek o członkostwo w Unii Europejskiej[60].

## 5 grudnia
- Co najmniej 33 osoby zginęły, cztery zostały ciężko ranne, a wielu innych uznano za zaginione po tym, jak osuwisko ziemi uderzyło w autobus w departamencie Risaralda w Kolumbii[61].
- Inwazja Rosji na Ukrainę:

- Siły rosyjskie przeprowadziły kolejną falę ataków rakietowych na Ukrainę, niszcząc domy i zabijając dwie osoby w obwodzie zaporoskim, jednocześnie powodując przerwy w dostawie prądu w wielu innych obszarach po uszkodzeniu infrastruktury energetycznej.
- Rosja stwierdziła, że atak dronów dalekiego zasięgu na jej bazy lotnicze Diagilewo i Engels-2 zabił trzech żołnierzy, zranił czterech innych i uszkodził dwa samoloty.

- Na cmentarzu Srebrzysko w Gdańsku odbyły się uroczystości ponownego pochówku Mieczysława Jałowieckiego i jego żony Zofii, których szczątki sprowadzono z Beckenham pod Londynem[63].

## 4 grudnia
- Dziewięć osób zginęło, a osiem uznano za zaginione po tym, jak gwałtowna powódź uderzyła w kościół w Johannesburgu w Afryce Południowej[64].
- Rząd Indonezji podniósł stan alarmu wulkanicznego do najwyższego poziomu po wybuchu Semeru na Jawie Wschodniej, zmuszając do ewakuacji ok. 2000 osób[65].

## 3 grudnia
- Rząd irański przedstawił pierwszy oficjalny raport dotyczący ofiar śmiertelnych w wyniku protestów, które rozpoczęły się po śmierci Mahsy Amini we wrześniu tegoż roku. Raport stwierdził, że ponad 200 osób zginęło w tzw. „zamieszkach”[66].

## 1 grudnia
- Dwanaście osób zginęło podczas szturmu uzbrojonych gangów na miasto Cabaret na Haiti[67].
- Miała miejsce uroczystość nadania tytułu doktora honoris causa Chrześcijańskiej Akademii Teologicznej w Warszawie prof. dr hab. Zbyszkowi Melosikowi[68].